# Rača
Rača (serbocroata cirílico: Рача) es un municipio y villa de Serbia perteneciente al distrito de Šumadija del centro del país.
En 2011 tiene 11 475 habitantes, de los cuales 2595 viven en la villa y el resto en las 17 pedanías del municipio. La mayoría de la población se compone étnicamente de serbios (11 329 habitantes).
Se ubica unos 25 km al norte de Kragujevac.

## Pedanías
Junto con Rača, pertenecen al municipio las siguientes pedanías:
- Adrovac
- Borci
- Bošnjane
- Veliko Krčmare
- Viševac
- Vojinovac
- Vučić
- Donja Rača
- Donje Jarušice
- Đurđevo
- Malo Krčmare
- Miraševac
- Popović
- Saranovo
- Sepci
- Sipić
- Trska